# Биоскоп Топлица у Прокупљу
Биоскоп Топлица у Прокупљу је градска установа културе.
Биоскоп се налази у центру града, у главној градској улици уз зграду Гимназије.

## Историјат
Филмска уметност је релативно касно закорачила у Прокупље. Између два светска рата није било посебне биоскопске сале, па су се филмови приказивали у кафанама. Први неми филм приказан је у хотелу „Европа“ 1924. године, а први тон филм у истом хотелу 1932. године.
Предузеће за приказивање филмова „Топлица“ у Прокупљу основано је септембра 1956.године. Радило је у школској згради у сали која је служила и за све друге културно-уметничке програме, конференције и предавања.  Дуги низ година Биоскоп је радио веома успешно иако није имао своју салу.
После више од једне деценије успешног рада, постојала је иницијатива 1968. г. да се за потребе Биоскопа направи нова зграда на простору између зграда Службе друштвеног књиговодства, Привредне банке и Завода за социјално осигурање. Нажалост до реализације овог пројекта никад није дошло.
Биоскоп је радио као самостално Предузеће све до 1994. године.  Велике економске потешкоће у нашој земљи, али и велике промене и напредак у развоју технологије(појава видео касета и видео клубова) учиниле су да све мањи број људи одлази у класичне биоскопе. Биоскоп је од тада у саставу Дома културе. Данас се ради на томе да се побољша опрема за пројекецију филмова и да се грађани поново врате у биоскопску салу.